# American Mutoscope and Biograph Company

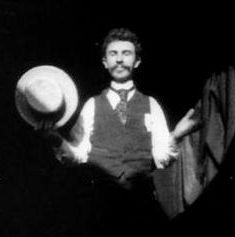
Il fondatore della compagnia William Kennedy Dickson nel 1891

La American Mutoscope and Biograph Company, conosciuta in particolare col nome di Biograph, è stata una casa di produzione cinematografica statunitense fondata nel 1895 e che fu attiva fino al 1928. Fu la prima compagnia statunitense completamente dedicata alla produzione e alla proiezione di film e per più di due decenni fu una delle più attive e prolifiche del settore, distribuendo più di tremila cortometraggi e dodici lungometraggi.
Nel 1991 in California è stata fondata una nuova società con lo stesso nome.

## La fondazione
La compagnia venne creata da William Kennedy Dickson, un collaboratore di Thomas Edison che aveva preso parte all'invenzione della tecnologia che permetteva di catturare le immagini in movimento e realizzarne un film. Dickson lasciò quindi Edison e si mise in società con gli inventori Herman Casler e Henry Marvin e con l'uomo d'affari Elias Koopman per fondare, nel dicembre 1895 in New Jersey, la American Mutoscope Company. L'azienda produsse l'apparecchiatura chiamata Mutoscopio che permetteva visioni individuali e realizzò dei film che la macchina poteva riprodurre, creando una rivalità con il Kinetoscopio di Edison e ponendosi come principale concorrente della compagnia di Edison sul mercato dei nickelodeon. Nell'estate del 1896 venne immesso sul mercato un proiettore Biograph, che offriva una qualità di immagine superiore al Vitascopio di Edison. La Biograph diventò così ben presto un'azienda di primo piano nell'industria cinematografica, aprendo società affiliate di produzione e distribuzione in tutto il mondo, come la British Mutoscope Company. Nel 1899 cambiò la ragione sociale in American Mutoscope and Biograph Company e nel 1909 di nuovo in Biograph Company.

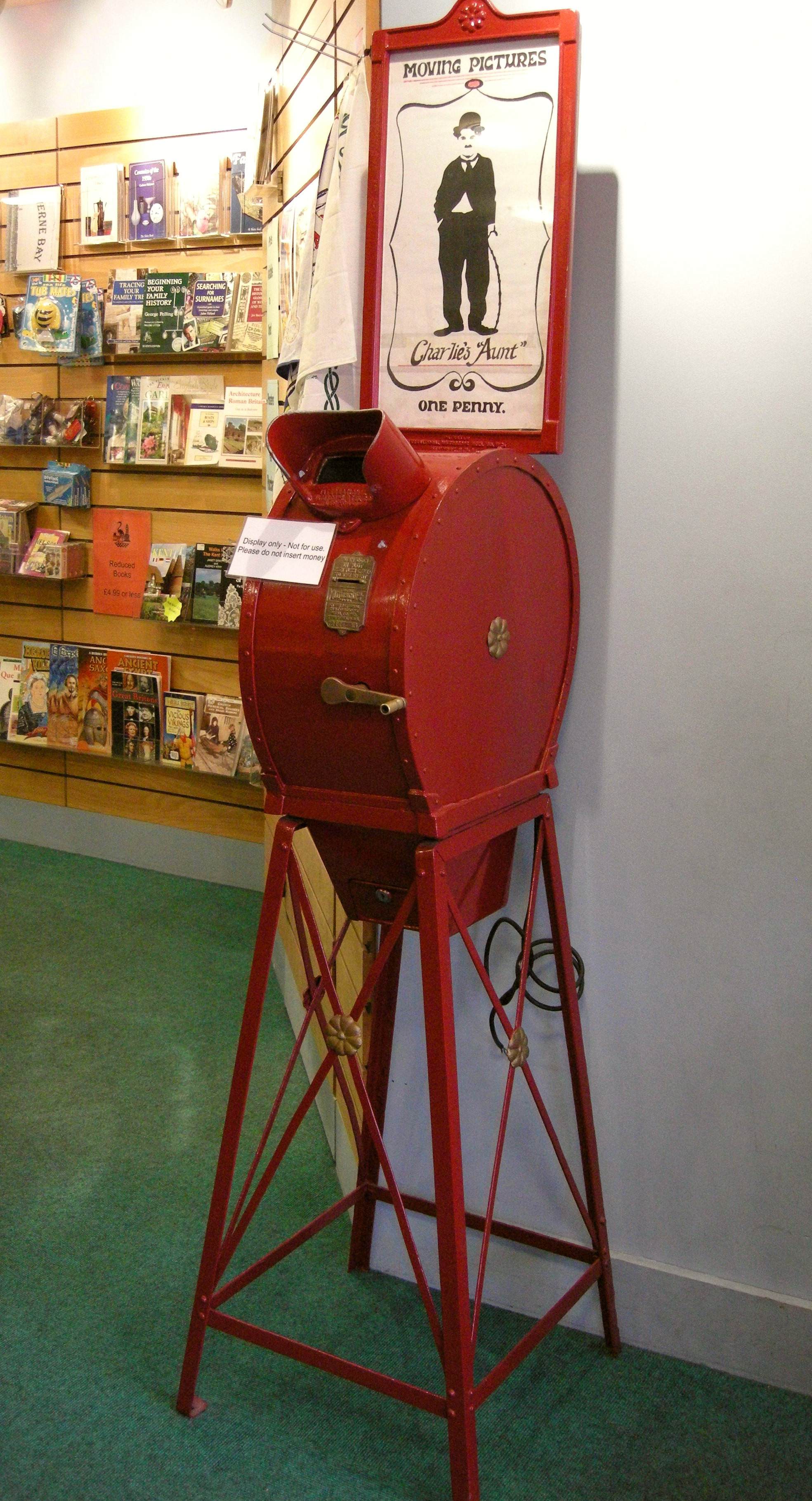
Un mutoscopio conservato al "Herne Bay Museum and Gallery"

Per evitare di violare i brevetti registrati da Edison, dal 1895 al 1902 le macchine da presa della Biograph usarono una pellicola di grande formato, con un'ampiezza di 68 millimetri e con un fotogramma ampio quattro volte più di quello di Edison, che usava un formato da 35 millimetri. La macchina impiegava un sistema a frizione, mentre quella di Edison ne usava uno a ruota dentata, per guidare la pellicola verso l'apertura. Era la macchina stessa inoltre a creare i fori per la ruota dentata su entrambi i lati della pellicola e il tempo di esposizione era di trenta fotogrammi al secondo. Nel marzo 1902 una sentenza favorevole in un caso riguardante i brevetti permise alla Biograph e ad altri produttori e distributori di usare anch'essi il meno costoso formato a 35 mm anche senza l'autorizzazione di Edison; la Biograph comunque non dismise completamente il formato a 68 mm fino all'autunno dell'anno successivo. Continuò inoltre a proporre agli esercenti pellicole in entrambi i formati fino al 1905, quando abbandonò il formato più grande.
Prima del 1903 i film della Biograph furono essenzialmente riprese dal vivo: documentari su persone reali e riprese di luoghi ed eventi. I filmati di solito duravano meno di due minuti. I rari film di tipo narrativo, di solito delle comiche in genere venivano girati con una sola ripresa su una scena fissa, senza alcun montaggio successivo. Spinta dalla concorrenza di Edison e delle case di produzione europee, dal 1903 in poi la Biograph concentrò la propria produzione su pellicole con una trama. Man mano che le storie diventavano più complesse si allungava anche la durata delle pellicole che iniziarono a prevedere più scene per raccontare la trama, anche se ogni singola scena era comunque girata di seguito, senza lavoro di revisione. Entro il 1908 la Biograph sospese la produzione di film di attualità/documentari per concentrarsi sui film con una trama.
Nel 1903 la Biograph trasferì la propria sede dagli studi sul tetto di un palazzo di Broadway a New York ad una villa in arenaria adattata alla scopo sulla 14ª strada; fu il suo primo studio al coperto, nonché il primo studio cinematografico del mondo illuminato esclusivamente con luci artificiali. La compagnia si trasferì nuovamente nel 1913, quando entrò nel mercato dei lungometraggi, in un nuovo studio perfettamente equipaggiato sulla 175ª strada, nel Bronx.

## D.W. Griffith
Nel 1908 entrò a far parte della Biograph D. W. Griffith con le mansioni di attore e sceneggiatore, ma in pochi mesi diventò il principale regista della compagnia. Nel 1908 il capo regista Wallace McCutcheon si era ammalato e il suo posto era stato preso dal figlio, Wallace McCutcheon Jr., che però non era stato capace di realizzare pellicole di successo. In conseguenza di queste produzioni andate male il capo dello studio Henry Marvin diede il ruolo di capo regista a Griffith, il cui primo film fu The Adventures of Dollie. Griffith fissò molte di quelle che sarebbero diventate convenzioni del cinema di narrazione, tra cui il montaggio incrociato per mostrare fatti che avvenivano contemporaneamente in luoghi diversi, il flashback, la dissolvenza, l'inserimento di primi piani in una scena e uno stile di recitazione più misurato e adatto ai film. Anche se Griffith non era l'inventore di tali tecniche, le rese soluzioni abituali nella realizzazione di film.

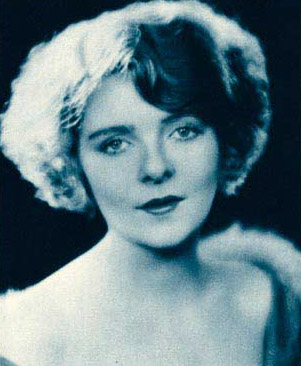
Blanche Sweet, attrice, ha debuttato al cinema in Giuditta di Betulla di D. W. Griffith, con la Biograph Company

La copiosa produzione di Griffith, spesso anche un film a settimana, e la sua volontà di cimentarsi con molti generi diversi aiutarono la compagnia a raggiungere un grande successo commerciale. Molte delle prime stelle del cinema furono attori della Biograph, come Mary Pickford, Lionel Barrymore, Lillian Gish, Dorothy Gish, Robert Harron, Florence Auer, Robert Vignola, Carol Dempster, Alan Hale, Blanche Sweet, Harry Carey, Mabel Normand, Henry B. Walthall e Dorothy Davenport. Anche Mack Sennett affinò la propria abilità di attore e regista grazie alle comiche della Biograph. Dopo aver debuttato alla Biograph, Mary Pickford diventò una stella di prima grandezza e presto venne identificata da pubblico come "la Ragazza della Biograph".
Nel gennaio 1910 Griffith, Lee Dougherty e il resto del gruppo degli attori della Biograph si recarono a Los Angeles. Lo scopo del viaggio era non solo di girare il film Ramona nei reali luoghi dell'ambientazione, ma anche di valutare l'opportunità di fondare uno studio permanente sulla costa occidentale. Il gruppo allestì una piccola struttura tra Washington Street e la Grand Avenue (dove ora sorge il Los Angeles Convention Center). Fatto questo, Griffith e i suoi attori decisero di andare un po' più a nord, in un piccolo villaggio di cui avevano sentito parlar bene e lodare per i suoi paesaggi floreali. Arrivati sul posto si innamorarono di questa cittadina: Hollywood. La Biograph diventò così la prima casa di produzione a girare un film a Hollywood, In Old California, un melodramma sul periodo in cui la California era territorio messicano.
Griffith e la troupe della Biograph girarono quindi alcuni cortometraggi in diverse location, per poi rientrare a New York. Quando l'ambiente cinematografico della costa orientale venne a sapere di Hollywood, diverse altre compagnie iniziarono a trasferirsi lì: il piccolo film della Biograph aveva di fatto lanciato Hollywood come la futura capitale del cinema mondiale. Nel 1911 la Biograph aprì uno studio nel centro di Los Angeles e fino al 1916 inviò una troupe a girare lì con cadenza annuale.
Griffith lasciò la Biograph nell'ottobre 1913, dopo aver finito di girare Giuditta di Betulla, scontento della loro ritrosia a stanziare budget più alti, ad iniziare a produrre lungometraggi e del rifiuto a concedere la presenza dei nomi suo e degli attori nei titoli e nelle locandine. Con lui se ne andarono molti attori, il suo cameraman di fiducia Billy Bitzer e il suo staff di produzione. Come ultimo sgarbo verso Griffith la Biograph ritardò l'uscita di Giuditta di Betulla fino al marzo 1914, per eludere un accordo di spartizione dei profitti che aveva concertato con il regista.

## Il declino
Nel dicembre 1908 la Biograph aveva fondato insieme a Edison la Motion Picture Patents Company nel tentativo di controllare l'industria e tagliare fuori i produttori più piccoli. L'Edison Trust, come era stata soprannominata la società, comprendeva Edison, Biograph, Essanay Studios, Kalem Company, George Kleine Productions, Lubin Studios, Georges Méliès, Pathé, Selig Studios, e Vitagraph e dominava il mercato della distribuzione di film attraverso la General Film Company. Nell'ottobre 1915 però la Motion Picture Patents Co. e la General Film Co. vennero riconosciute colpevoli di violazione della legge antitrust e di conseguenza sciolte.
Protetta dal trust, la Biograph era stata molto lenta nell'entrare nel settore dei lungometraggi. Nel 1913 aveva stretto un accordo con la compagnia teatrale di Klaw & Erlanger per produrre le versioni cinematografiche dei loro lavori più recenti. Il primo lungometraggio Biograph, Classmates, era uscito nel febbraio 1914, quando nel biennio 1912-1913 erano stati lanciati già 69 lungometraggi di produzione statunitense.
Dopo la partenza dei migliori attori dello studio a seguito della rottura con Griffith, la Biograph si rivelò incapace di sviluppare un adeguato star system come invece stavano facendo le compagnie indipendenti e, quando il trust venne meno, la società finì per non essere più al passo con i tempi. La Biograph Co. fece uscire il suo ultimo lungometraggio nel 1915 e l'ultimo nuovo corto nel 1916.
Nel corso del seguito dell'epoca del muto la Biograph andò avanti ridistribuendo i suoi vecchi film e noleggiando gli studi del Bronx ad altri produttori. Quando si trovò in grosse difficoltà finanziarie le attrezzature dello studio vennero acquisite da uno dei suoi creditori, la Empire Trust Company, anche se la Biograph continuò a gestire lo studio. Nel 1928 Herbert Yates comprò sia lo studio che i laboratori e i Biograph Studios del Bronx diventarono una società controllata dalle sue Consolidated Film Industries. L'ultimo riferimento a un contratto riguardante il materiale della Biograph è sul The New York Times del 27 dicembre 1928, p. 39. Il marchio registrato Biograph venne legalmente abbandonato nel 1942. Gli ultimi diritti di copyright sui film Biograph sono scaduti nel 1945 e non sono più stati rinnovati. Lo studio e i laboratori vennero bruciati da un incendio nel 1980.

## Filmografia
Tra il 1901 e il 1916 vennero prodotti 12 film e oltre 300 cortometraggi.